# باول دالغليش
باول دالغليش (بالإنجليزية: Paul Dalglish)‏ هو مدرب كرة قدم ولاعب كرة قدم بريطاني في مركز الهجوم، ولد في 18 فبراير 1977 في غلاسكو في المملكة المتحدة. شارك مع منتخب اسكتلندا تحت 21 سنة لكرة القدم. أما مع النوادي، فقد لعب مع سكونثورب يونايتد ونادي بلاكبول ونادي بوري ونادي سلتيك ونادي كيلمارنوك ونادي ليفربول ونادي ليفينغستون ونادي لينفيلد ونادي هيبرنيان ونورويتش سيتي ونيوكاسل يونايتد وهيوستن دينامو وويغان أتلتيك.

## وصلات خارجية
- باول دالغليش على موقع الدوري الأمريكي (الإنجليزية)
- باول دالغليش على موقع قاعدة بيانات كرة القدم.إي يو (الإنجليزية)
- باول دالغليش على موقع Soccerbase.com (لاعب) (الإنجليزية)
- باول دالغليش على موقع عالم كرة القدم.نت (الإنجليزية)